# Richard Agreiter
Richard Agreiter (* 25. März 1941 in Strobnitz) ist ein österreichischer Bildhauer.

## Leben
Richard Agreiters Eltern stammten aus Ladinien, von wo aus sie im Zuge der „Option“ (Option in Südtirol) das heimische Gadertal verließen und nach Böhmen umgesiedelt wurden, wo Richard Agreiter am 25. März 1941 geboren wurde. Im Spätherbst 1941 kam die Familie zu Verwandten nach Steinberg am Rofan, einem kleinen Tiroler Bergdorf, in dem Agreiter noch heute lebt und arbeitet. Nach dem Besuch der Kunstgewerbeschule Innsbruck (1955–1961) und anschließendem zweijährigen Auslandsaufenthalt in der Schweiz entschied er sich nach seiner Rückkehr nach Österreich für eine Existenz als freischaffender Künstler. 1969 erlaubte es ihm ein Stipendium des Landes Tirol, sein Studium an der Brüsseler Kunstakademie zu vertiefen und 1971 mit Auszeichnungen abzuschließen.
Seit Beginn der Neunzigerjahre beschäftigt sich Agreiter fast ausschließlich mit dem Bronzeguss, wobei er alle Werke selbst in der eigenen Gießerei gießt. 2004 entschied sich der Künstler, seinen Nachlass dem Kulturzentrum der Ladiner im Museum Ladin „Ćiastel de Tor“ in St. Martin in Thurn zu überantworten. 2007 wurde die Richard Agreiter Stiftung ins Leben gerufen, welche alle drei Jahre den mit 10.000 Euro dotierten Kunstpreis für Bildhauerei Richard Agreiter vergibt.

## Werke (Großskulpturen im öffentlichen Raum)
- Genese (Charlerois), ca. 275 cm, Bronze Bronzeskulptur Genese in der Raiffeisen Holding in Wien

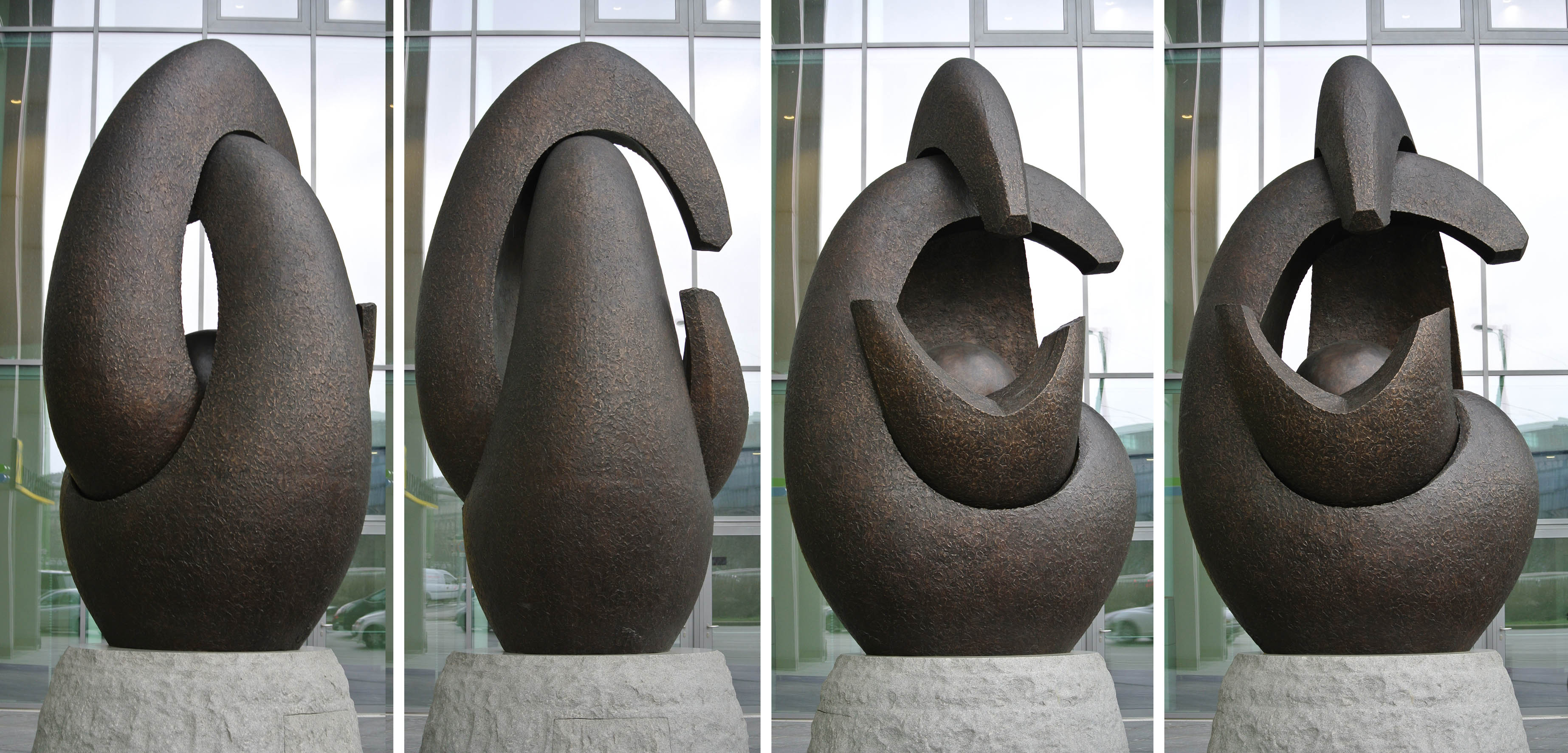
Bronzeskulptur Genese in der Raiffeisen Holding in Wien

- Gewissen (Major-Carl-Szokoll-Hof), Verteidigungsministerium Wien, ca. 265 cm, Bronze
- Friedensengel (Innsbruck), ca. 126 cm, Bronze
- Opus Europae (Museum Ladin, St. Martin), ca. 205–225 cm, Bronze

## Ausstellungen (Auswahl)
- 2001 Wien: „Kraft und Magie“, Säulenhalle des Österreichischen Parlaments
- 2002 Soreze (Frankreich), L’Abbatiale de l’Abbaye: Als Ehrengast und Mitglied der Jury präsentiert Richard  Agreiter im Innenraum der alten Abtei eine größere Auswahl seines Werkes.
- 2002 Berlin: „Erze und Feuer“, Botschaft der Republik Österreich
- 2003 Königswinter, Bonn: „Kraft und Magie seiner Bronzekunst“, Konrad-Adenauer-Stiftung, Gästehaus Petersberg
- 2004 Museum Ladin in St. Martin in Thurn: große Retrospektive aus Anlass der Bekanntgabe der Richard Agreiter Stiftung
- 2008 Galerie im Alten Widum, Achenkirch, Tirol: Reliefs und Skulpturen – eine Retrospektive in der Nachbargemeinde des Künstlers

## Auszeichnungen
- 2010 Berufstitel Professor
- 2011 Verdienstorden des Landes Südtirol
- 2024 Verdienstkreuz des Landes Tirol